# Binga (miasto)
Binga – miasto w północnej części Demokratycznej Republiki Konga, w prowincji Mongala, położone nad rzeką Mongala. W 2012 roku liczyło 67 tys. mieszkańców.